# クロード・ボーズ＝ライアン (第13代ストラスモア＝キングホーン伯爵)

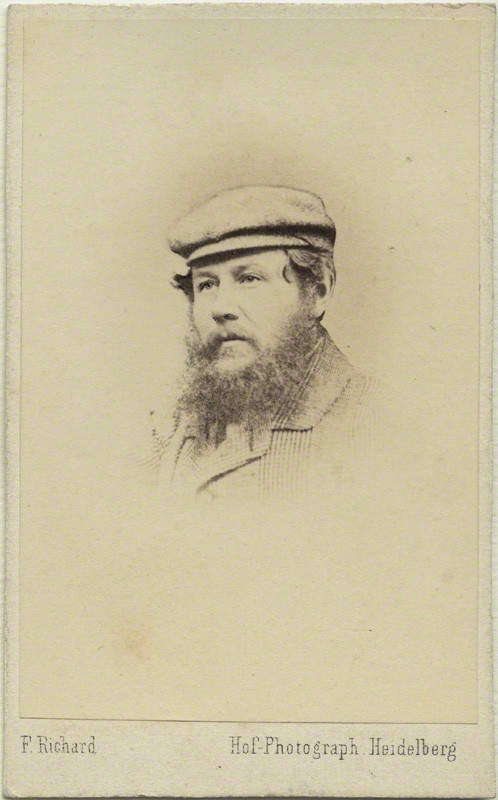
1860年代の第13代ストラスモア＝キングホーン伯爵

第13代ストラスモア＝キングホーン伯爵クロード・ボーズ＝ライアン（英: Claude Bowes-Lyon, 13th Earl of Strathmore and Kinghorne、1824年7月21日 – 1904年2月16日）は、グレートブリテンおよびアイルランド連合王国の貴族。第14代ストラスモア伯爵クロードの父。イギリス王ジョージ6世王妃のエリザベス・ボーズ＝ライアンの祖父。現国王チャールズ3世の高祖父にあたる。

## 生涯
グラームズ卿トマス・ジョージ・ライアン＝ボーズ（第11代ストラスモア＝キングホーン伯爵トマス・ライアン＝ボーズの息子）とシャーロット・グリムステッドの三男として、1824年7月21日に生まれた。1838年にウィンチェスター・カレッジで教育を受けた。
1852年から1854年までライフガーズ第2連隊で士官を務めた。1853年9月23日にフランシス・ドラ・スミス（Frances Dora Smith、1922年2月5日没、オズワルド・スミスの娘）と結婚、7男4女を儲けた。
- クロード（1855年 – 1944年） - 第14代ストラスモア＝キングホーン伯爵、子供あり
- フランシス（1856年 – 1948年） - 子供あり
- アーネスト（1858年 – 1891年） - 子供あり
- ハーバート（1860年 – 1897年） - 生涯未婚
- パトリック（1863年 – 1946年） - テニス選手
- コンスタンス（1865年 – 1951年） - 子供あり
- ケネス（1867年 – 1911年） - 生涯未婚
- ミルドレッド（1868年 – 1897年） - 子供あり
- モード（1870年 – 1941年） - 生涯未婚
- イヴリン（1872年 – 1876年） - 早世
- マルコム（1874年 – 1957年） - 子供あり

1865年9月13日に兄トマスが死去すると、ストラスモア＝キングホーン伯爵の爵位を継承した。その後、1870年から1886年までスコットランド貴族代表議員を務め、1887年7月1日に連合王国貴族であるストリートラム城のボーズ男爵に叙された。
1904年2月16日に死去、長男クロードが爵位を継承した。